# Gmina Grant (hrabstwo Buena Vista)

Położenie Gminy Grant w hrabstwie Buena Vista

Gmina Grant (ang. Grant Township) – gmina w USA, w stanie Iowa, w hrabstwie Buena Vista. Według danych z 2000 roku gmina miała 297 mieszkańców.